# José Maria Neves
José Maria Pereira Neves (født 28. marts 1960) er en politiker fra Kap Verde som har været landets præsident siden 9. november 2021. Neves var premierminister på Kap Verde fra 2001 til 2016. Han er medlem af det venstreorienterede Det afrikanske parti for Kap Verdes uafhængighed (PAICV).

## Præsidentskab
José Maria Neves vandt præsidentvalget i første valgrunde den 17. oktober 2021 med et absolut flertal 51,7 % af stemmerne så en anden valgrunde ikke var nødvendig. På andenpladsen kom Carlos Veiga fra det regerende centrum-højre parti Bevægelsen for demokrati med 42,4 % af stemmerne. 5 andre præsidentkandidater fik hver under 2 % af de afgivne stemmer. Den siddende præsident Jorge Carlos Fonseca kunne ikke stille op i henhold til Kap Verdes forfatning da han havde været præsident i to 5-års valgperioder.
Neves blev indsat som præsident 9. november 2021.